# Шпиця (Польща)
Шпиця (пол. Szpica) — село в Польщі, у гміні Пухачув Ленчинського повіту Люблінського воєводства.
Населення — 326 осіб (2011).

## Демографія
Демографічна структура станом на 31 березня 2011 року:
|          | Загалом | Допрацездатний вік | Працездатний вік | Постпрацездатний вік |
| -------- | ------- | ------------------ | ---------------- | -------------------- |
| Чоловіки | 163     | 34                 | 111              | 18                   |
| Жінки    | 163     | 40                 | 73               | 50                   |
| Разом    | 326     | 74                 | 184              | 68                   |